# Kanton Pays de Briey
Kanton Pays de Briey (fr. Canton du Pays de Briey) je francouzský kanton v departementu Meurthe-et-Moselle v regionu Grand Est. Tvoří ho 39 obcí. Zřízen byl v roce 2015.

## Obce kantonu
| - Abbéville-lès-Conflans - Affléville - Anderny - Anoux - Audun-le-Roman - Avillers - Avril - Les Baroches - Béchamps - Bettainvillers - Beuvillers - Briey - Domprix - Fléville-Lixières - Gondrecourt-Aix - Jœuf - Joppécourt - Joudreville - Landres - Lantéfontaine | - Lubey - Mairy-Mainville - Malavillers - Mance - Mancieulles - Mercy-le-Bas - Mercy-le-Haut - Mont-Bonvillers - Mouaville - Murville - Norroy-le-Sec - Ozerailles - Piennes - Preutin-Higny - Sancy - Thumeréville - Trieux - Tucquegnieux - Xivry-Circourt |